# Rodrigo Ramallo
Rodrigo Luis Ramallo Cornejo (Cochabamba, 14 de octubre de 1990) es un futbolista boliviano. Juega como delantero en el Aurora de la Primera División de Bolivia. Fue internacional con la selección boliviana.
Es hijo de William Ramallo, famoso exjugador de la histórica Selección de fútbol de Bolivia que clasificó al Mundial de 1994.

## Trayectoria
Comenzó jugando y debutando con el The Strongest de Bolivia.

#### Esporte Clube Vitoria
El 4 de julio de 2016 se presenta a ramagol con el número 18, número que llevó en The Strongest y Wilstermann, Fichó hasta junio del 2017. Tras no cumplir las expectativas con el club donde casi desciende, salvándose en fechas finales vuelve a Bolivia.

#### Always Ready
En diciembre de 2019 el Always Ready anunció su fichaje. Tras superar su lesión Ramallo se adueñó definitivamente de una plaza en el once titular albirrojo y fue decisivo para que Always Ready se proclamase campeón de la Liga boliviana de fútbol.

## Selección nacional
Ha sido internacional con la selección de fútbol de Bolivia en 13 ocasiones anotando 2 goles. Le anotó 2 goles a Venezuela partido jugado por la clasificación de la Conmebol para la Copa Mundial de Fútbol partido que terminó 4-2 a favor de Bolivia.
Fue convocado para la Copa América Centenario jugando 2 de los 3 partidos en ese torneo.
El 29 de marzo de 2021descontó en la derrota 2-1 en el amistoso ante Ecuador en el partido jugado en el estadio Banco Guayaquil de Sangolquí tras recibir una asistencia de Marcelo Martins. Marcó un gol ante Paraguay en la victoria de Bolivia 4-0 en el estadio Hernando Siles de La Paz en las eliminatorias de Catar.
También le marcó un gol a El Salvador dándole la victoria a Bolivia (0-1), y aportando con un gol en la victorial de Bolivia 5-0 ante Trinidad y Tobago.

## Clubes
| Club              | País    | Año           |
| ----------------- | ------- | ------------- |
| The Strongest     | Bolivia | 2008 - 2013   |
| Jorge Wilstermann | Bolivia | 2013 - 2014   |
| The Strongest     | Bolivia | 2014 - 2016   |
| Vitória           | Brasil  | 2016          |
| The Strongest     | Bolivia | 2017          |
| San José          | Bolivia | 2018 - 2019   |
| Always Ready      | Bolivia | 2020 - 2022   |
| Aurora            | Bolivia | 2023          |
| The Strongest     | Bolivia | 2024          |
| Aurora            | Bolivia | 2025-presente |

## Palmarés

### Títulos nacionales
| Título           | Club          | Año           |
| ---------------- | ------------- | ------------- |
| Primera División | The Strongest | Apertura 2011 |
| Primera División | The Strongest | Clausura 2012 |
| Primera División | The Strongest | Apertura 2012 |
| Primera División | San José      | Clausura 2018 |
| Primera División | Always Ready  | Apertura 2020 |